# Fröschau (Bechhofen)
Fröschau ist ein Gemeindeteil des Marktes Bechhofen im Landkreis Ansbach (Mittelfranken, Bayern). Fröschau liegt in der Gemarkung Birkach.

## Geographie
Das Dorf liegt am Nordufer der Wieseth direkt dem Ort Heinersdorf gegenüber. Im Westen grenzt das Gewerbegebiet von Bechhofen an. Im Norden fließt der Bronnenwiesengraben, der 1,5 km weiter östlich bei Voggendorf als linker Zufluss in die Wieseth mündet. Die Kreisstraße AN 57 führt nach Voggendorf (1,5 km östlich) bzw. zur Staatsstraße 2221 beim Gewerbegebiet Bechhofen (0,2 km westlich). Eine Gemeindeverbindungsstraße führt nach Heinersdorf (0,3 km südlich).

## Geschichte
Fröschau war ursprünglich nur eine inoffizielle Bezeichnung für den nördlich der Wieseth gelegenen Teil von Heinersdorf. Durch Heinersdorf verlief die Fraischgrenze zwischen dem ansbachischen Oberamt Wassertrüdingen und dem ansbachischen Oberamt Feuchtwangen. Diese orientierte sich an der Wieseth. Der nördlich gelegene Teil gehörte zu Feuchtwangen. 1732 bestand Fröschau aus 7 Anwesen und einem Gemeindehirtenhaus. Grundherren waren das Verwalteramt Waizendorf (1 Hof, 2 Güter, 1 Gut mit Schmiede) und das eichstättische Kastenamt Ornbau (3 Höfe). An diesen Verhältnissen änderte sich bis zum Ende des Alten Reiches nichts. Von 1797 bis 1808 unterstand der Ort dem Justiz- und Kammeramt Feuchtwangen.
Infolge des Gemeindeedikts wurde Fröschau dem 1809 gebildeten Steuerdistrikt und Ruralgemeinde Unterkönigshofen zugewiesen. 1818 erfolgte die Umgemeindung in die neu gebildete Ruralgemeinde Birkach (1870 nach Heinersdorf umbenannt). Im Zuge der Gebietsreform in Bayern wurde Fröschau am 1. Juli 1971 nach Bechhofen eingemeindet.

## Einwohnerentwicklung
| Jahr      | 001818 | 001840 | 001861 | 001871 | 001885 | 001900 | 001925 | 001950 | 001961 | 001970 | 001987 | 002001 | 002011 | 002017 | 002023 |
| Einwohner | *      | 43     | 67     | 62     | 70     | 56     | 65     | 93     | 83     | 92     | 74     | 76     | 57     | 56     | 69     |
| Häuser    | *      | 10     |        |        | 13     | 13     | 13     | 14     | 16     |        | 21     |        |        |        |        |
| Quelle    | [ 13 ] | [ 14 ] | [ 15 ] | [ 16 ] | [ 17 ] | [ 18 ] | [ 19 ] | [ 20 ] | [ 21 ] | [ 22 ] | [ 23 ] | [ 24 ] |        | [ 25 ] | [ 1 ]  |

## Religion
Der Ort ist seit der Reformation evangelisch-lutherisch geprägt und war ursprünglich nach St. Maria (Königshofen an der Heide) gepfarrt, seit Mitte des 20. Jahrhunderts ist die Pfarrei St. Johannis (Bechhofen) zuständig. Die Katholiken sind nach Herz Jesu (Bechhofen) gepfarrt.